# ويليان غوميز دي سيكويرا
ويليان أراو (بالبرتغالية: Willian Gomes de Siqueira‏) (19 نوفمبر 1986 في البرازيل - ) هو لاعب كرة قدم برازيلي في مركز الهجوم. لعب مع أتلتيكو باراناينسي ونادي غواراني ونادي فيغورينسي ونادي كروزيرو ونادي كورينثيانز ونادي ميتاليست خاركيف ونادي تومبينس ونادي فيلا نوفا.

## روابط خارجية
- ويليان غوميز دي سيكويرا على موقع اتحاد أوكرانيا (الإنجليزية)
- ويليان غوميز دي سيكويرا على موقع قاعدة بيانات كرة القدم.إي يو (الإنجليزية)
- ويليان غوميز دي سيكويرا على موقع Soccerway.com (الإنجليزية)
- ويليان غوميز دي سيكويرا على موقع AS.com (الإسبانية)